# Tegua
Tegua (en lo-toga Tugue, prononcé [tʉˈɣʉə]) est une île située au centre de l’archipel des îles Torres, au nord du Vanuatu. En 2009, elle avait une population de 58 habitants. Sa superficie est de 30,8 km2 et son point culminant, appelé localement Rëpugure, a une altitude de 240 m.

## Géographie
Tegua est située entre les îles Metoma et Linua et est proche de l’îlot Ngwel (Mèl). Il s'agit d'un atoll surélevé formant un plateau dans le centre de l'île.
Le seul village de l’île s’appelle Lotew (Lataw), et compte une soixante d'habitants.

## Culture
Les habitants de Tegua parlent la langue lo-toga.